# Anna Bartáková
Anna Bartáková (2. ledna 1933 Plzeň – 22. května 1983 Plzeň) byla česká zpěvačka a herečka. Působila především jako solistka operety v Krušnohorském divadle v Teplicích a v pražském Hudebním divadle Karlín.

## Životopis
Narodila se 2. 1. 1933 v Plzni jako dcera Jana Hartla a Anny Hartlové, rozené Krátké. Otec pracoval ve Škodových závodech jako technický úředník, matka byla švadlena. Po studiu na plzeňském Městském dívčím reálném gymnasiu a maturitě na pedagogickém gymnasiu (1951) od roku 1951 učila na národní škole v Domažlicích a současně dojížděla do Plzně na hodiny zpěvu k emeritnímu šéfovi plzeňské opery Antonínu Bartákovi.
	Krátce pak studovala na Vysoké škole ruského jazyka a literatury v Praze (1953–54). Po úspěšném konkursu získala v roce 1954 první krátké divadelní angažmá v operetním sboru Krajského oblastního divadla v Českých Budějovicích, ale ve stejném roce nastoupila jako členka a od roku 1956 sólistka operety v Divadle J. K. Tyla v Plzni (1954–60). V roce 1960 se stala sólistkou operetního souboru Krušnohorského divadla v Teplicích. Ve zpěvu se dále zdokonalovala u prof. Jitky Švábové. V Teplicích ztvárnila jednu ze svých nejzdařilejších rolí – Elizu v muzikálu My Fair Lady (premiéra 1967). Za tuto roli jí byla v roce 1968 udělena Cena kultury Severočeského kraje. V roce 1968 se stala sólistkou Hudebního divadla v Karlíně a v Nuslích (HDK), kde působila až do předčasného úmrtí v roce 1983.
	Za svou bezmála třicetiletou uměleckou kariéru vynikla v řadě hlavních rolí, především v klasických operetách Johanna Strausse, Jacquesa Offenbacha, Franze Lehára a Oskara Nedbala, ale i v operetách Rudolfa Frimla a Rudolfa Piskáčka a v mnoha muzikálech. Kromě stálého angažmá v divadle absolvovala řadu vystoupení zprostředkovaných Pražským kulturním střediskem (PKS). Vystupovala tak v několika komponovaných pásmech z klasických operet, zejména v celovečerním programu „Melodie vzpomínek“, který nastudovala společně s Karlem Jahnem, dlouholetým sólistou divadel v Plzni, Ostravě, Kladně a HDK v Praze za klavírního doprovodu Marie Žaloudkové, členky HDK. Účinkovala také na mnoha koncertech uváděných šéfdirigentem HDK Miroslavem Homolkou pod názvem „Svět operety“ a dále v programu HDK s dirigenty Vladimírem Raškou a Přemyslem Vrhelem „Hvězdy operetního nebe“. V letech 1968 až 1980 spolupracovala také s Bendovým komorním orchestrem. Její repertoárový list čítá přes sedmdesát sólových operetních partů, ale měla též nastudovaný rozsáhlý repertoár operní. Byla členkou Svazu českých dramatických umělců.
	Anna Bartáková byla dvakrát vdaná (jejím prvním manželem byl dirigent Albert Rosen, druhým malíř, scénograf a kostýmní výtvarník Bedřich Barták). Měla syna a dceru. Zemřela na rakovinu 22. 5. 1983.

### Studium
- 1943–49: Městské dívčí reálné gymnasium v Plzni Archivováno 19. 3. 2017 na Wayback Machine.
- 1949–50: Gymnasium v Plzni
- 1950–51: Pedagogická škola pro vzdělání učitelů základních škol v Plzni Archivováno 19. 3. 2017 na Wayback Machine. – maturitní zkouška 1951
- 1953–54: Vysoká škola ruského jazyka a literatury v Praze

### Zaměstnání
- 1951–53: I. národní škola v Domažlicích – učitelka
- 1954: Krajské oblastní divadlo v Českých Budějovicích – členka pěveckého sboru operety
- 1954–60: Krajské oblastní divadlo v Plzni (pozdější DJKT v Plzni) – členka operetního sboru, pak sólistka operety
- 1960–68: Krušnohorské divadlo v Teplicích – sólistka operety
- 1968–83: Hudební divadlo v Karlíně a v Nuslích – sólistka operety

### Ocenění
- Cena kultury za rok 1967 Severočeského kraje (16.4.1968)

### Účinkování v české televizi
- Oskar Nedbal: Vinobraní (1972)
- Rudolf Piskáček: Perly panny Serafínky (1980)